# Maximilian Friedrich von Westerholt

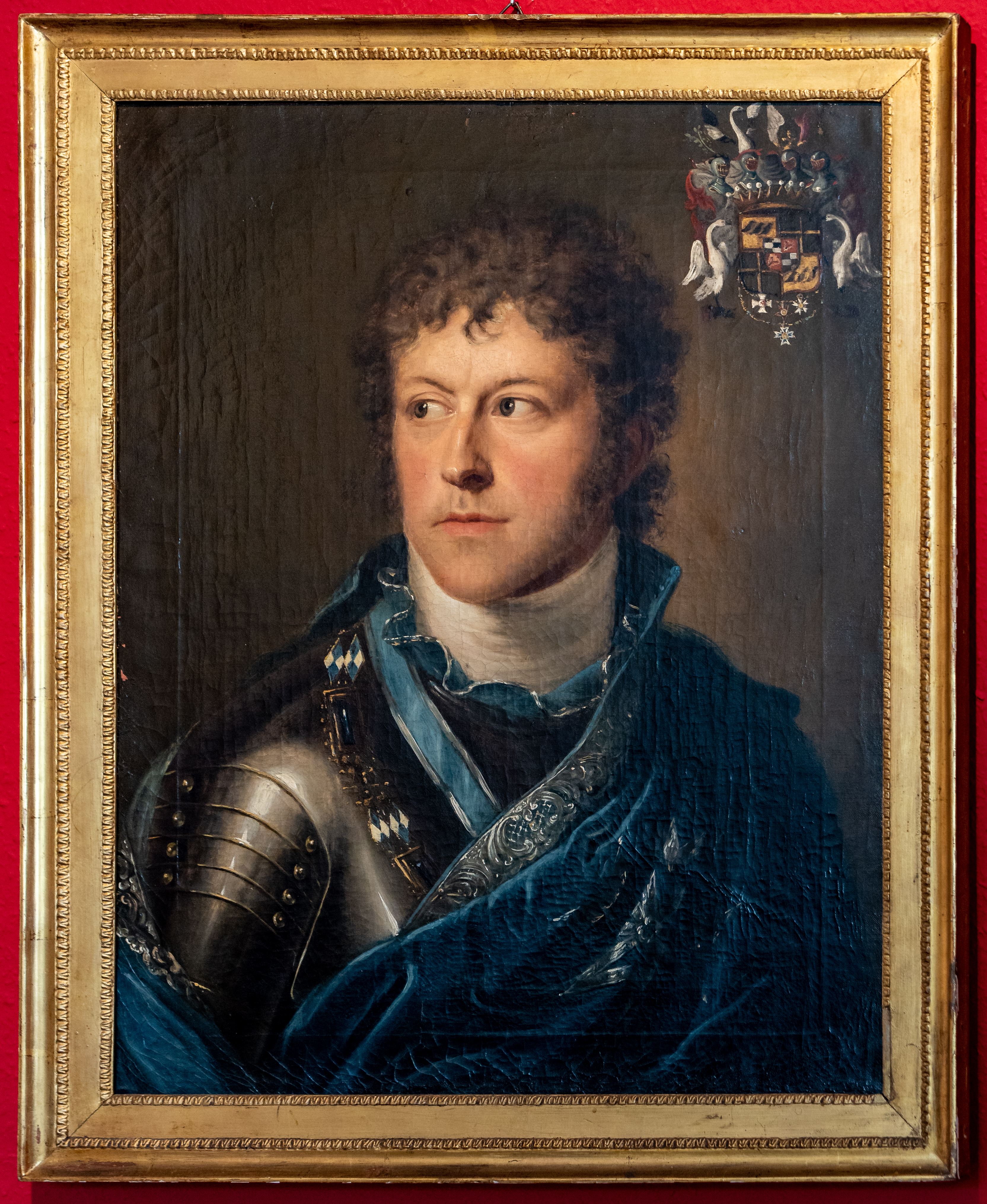
Max Friedrich Graf von Westerholt und Gysenberg, 1803. Gemälde von Johann Christoph Rincklake

Maximilian Friedrich Graf von und zu Westerholt-Gysenberg (* 3. Januar 1772 im Schloss Berge; † 19. April 1854 ebenda) war kurkölnischer Kammerherr, Obriststallmeister im Herzogtum Kleve und Landrätlicher Kommissar in Recklinghausen.

## Leben

### Herkunft und Familie
Maximilian Friedrich entstammte dem westfälischen Adelsgeschlecht von Westerholt. Sein Vater war Ludolf Friedrich Adolf von Boenen zu Berge (1747–1828, Fürstbischöflich Münsterischer Etats-Rat), seine Mutter Wilhelmine Friderike Franziska Anna Freiin von und zu Westerholt und Gysenberg (1757–1820). Mit der Heirat trat Ludolf Friedrich den bestimmungsgemäß zum katholischen Glauben über und nahm, den Bestimmungen des Fideikommisses entsprechend, den Adelsnamen seiner Frau an. 1779 wurde die Namensänderung mit kaiserlichem Dekret bestätigt. Der Kurfürst Carl Theodor von Pfalz-Bayern, als Reichsvikar für den verstorbenen Kaiser tätig, erhob Ludolf am 6. August 1790 in den Reichsgrafenstand.
Maximilians Schwester Wilhelmine (1773–1852) war die Jugendliebe von Beethoven, Maria Anna Wilhelmine (1774–1852, ⚭ Friedrich Clemens Freiherr von Elverfeldt (1767–1835)), Luise (1797–1866, ⚭ Johann Ignaz Franz von Landsberg-Velen (1788–1863)). Sein Bruder Wilhelm (1782–1852) war preußischer Landrat. 
Am 20. Januar 1796 heiratete Maximilian die Fürstin Friederike von Bretzenheim (1771–1816). Aus der Ehe gingen die Kinder Karl Theodor (1799–1850), Maria Anna (1802–1852), ⚭ mit Karl von Leiningen (1794–1869), Friedrich Ludolf Gustav (1804–1869, ⚭ Johanna Cornelia Charlé (1804–1874)), Wilhelm Achill (1806–1854, Domherr in Münster) und Karoline Annunciata (1810–1865), ⚭ mit Arthur von Oertzen (1803–1851), dem Gutsherrn auf Kahren im Kreis Cottbus, hervor. 
Da Maximilian nicht standesgemäß geheiratet hatte, erbte er die Boenenschen Güter und begründete die Line Westerholt-Arenfels. Sein jüngerer Bruder Wilhelm wurde Erbe des Westerholtschen Fideikommiss und begründete die Linie Westerholt-Westerholt. In einer Erbauseinandersetzung zwischen den Brüdern kam es am 21. Februar 1803 zu einem Vergleich.

### Wirken
Von Westerholt erhielt zunächst Privatunterricht und besuchte ab 1791 bis spätestens 1793 die Universität Göttingen. Er wurde kurkölnischer Kammerherr. Im Jahre 1802 nahm er notdürftig mit seiner Familie Wohnung im Gut Oberhausen. Dieses durfte er selbst verwalten, dessen Einnahmen mussten jedoch seinem Vater gegeben werden. Da die Gebäudesubstanz keine angemessene Wohnung zuließ, wurde für ihn zwischen 1804 und 1818 nach Plänen des Hofbaumeisters des Grafen von Bentheim-Steinfurt, August Reinking, das neue Schloss Oberhausen errichtet. Das Anwesen gab dem in der Nähe errichteten Bahnhof und damit der späteren Stadt Oberhausen seinen Namen. Von 1806 bis 1808 war Maximilian Obriststallmeister im Dienste des Großherzogs von Kleve und Berg, der ein Schwager des französischen Kaisers war. So konnte er sich aus den Einkünften eine gute Existenzgrundlage schaffen. Schließlich war auch Landrätlicher Kommissar in Recklinghausen. 1826 war er Abgeordneter im Provinziallandtag der Rheinprovinz für den Stand der Ritterschaft.

### Sonstiges
1829 musste Maximilian Friedrich für seinen Sohn Wilhelm Achill erhebliche Schmerzens- und Schweigegelder zahlen und auch Arztkosten tragen.
Dieser hatte im trunkenen Zustand nachts mit anderen Soldaten ein Haus in Düsseldorf gestürmt, dessen Bewohner, darunter eine schwangere Frau, stark misshandelt wurden.

### Auszeichnungen
- Prädikat Exzellenz
- Roter Adlerorden 2. Klasse (1842)
- Kommandeur des Ordens vom hl. Georg
- Offizier der Ehrenlegion
- Orden beider Sizilien